# La Jana (actrice)
Ne doit pas être confondu avec La Jana.
La Jana (aussi connue sous le nom de Henny Hiebel), née Henriette Margarethe Niederauer à Mauer (Autriche-Hongrie) le 24 février 1905 et morte à Berlin le 13 mars 1940, est une danseuse et actrice germano-autrichienne.

## Biographie
La Jana décède d’une double pneumonie, le 13 mars 1940.

## Filmographie partielle

### Films muets
- 1924-1926 : Die Weiße Geisha
- 1925 : Les Chemins de la force et de la beauté (Wege zu Kraft und Schönheit - Ein Film über moderne Körperkultur) : elle-même
- 1926 : Die Lady ohne Schleier
- 1927 : Um seine Ehre
- 1927 : En perfekt gentleman : Marquise Hortense
- 1928 : Casanova : la danseuse
- 1928 : Thérèse Raquin de Jacques Feyder : Susanne Michaud
- 1928 : Der Biberpelz (de) : Leontine
- 1928 : Zwei rote Rosen : Lilli, seine Tochter
- 1928 : Der Ladenprinz : Prinzessin Tatjana
- 1928 : Gaunerliebchen : Marie, Morlands Tochter
- 1928 : Ritter der Nacht : Marie-Louise
- 1928 : Der Herzensphotograph : Dodo - seine Tochter
- 1929 : Spanisches Intermezzo
- 1929 : Meineid - Ein Paragraph, der Menschen tötet : Daisy Storm
- 1929 : Der lustige Witwer : Lucile Daumier

### Films parlants
- 1930 : Die Warschauer Zitadelle : Vera Proskaja
- 1931 : Der Schlemihl : Garda Maro, danseuse
- 1934 : Ich bin Du
- 1937 : Truxa : Yester, danseuse
- 1938 : Le Tombeau hindou (Das indische Grabmal) : Indira, une danseuse indienne
- 1938 : Le Tigre du Bengale (Der Tiger von Eschnapur) : Maharani von Eschnapur
- 1938 : Quand les étoiles brillent : danseuse
- 1939 : Menschen vom Varieté : Silvia Castellani
- 1940 : Der Trichter Nr. 10
- 1940 : Stern von Rio : Concha